# 英国民族主义

英国国旗除了是英国的国旗外，也是英国民族主义者常用的象征

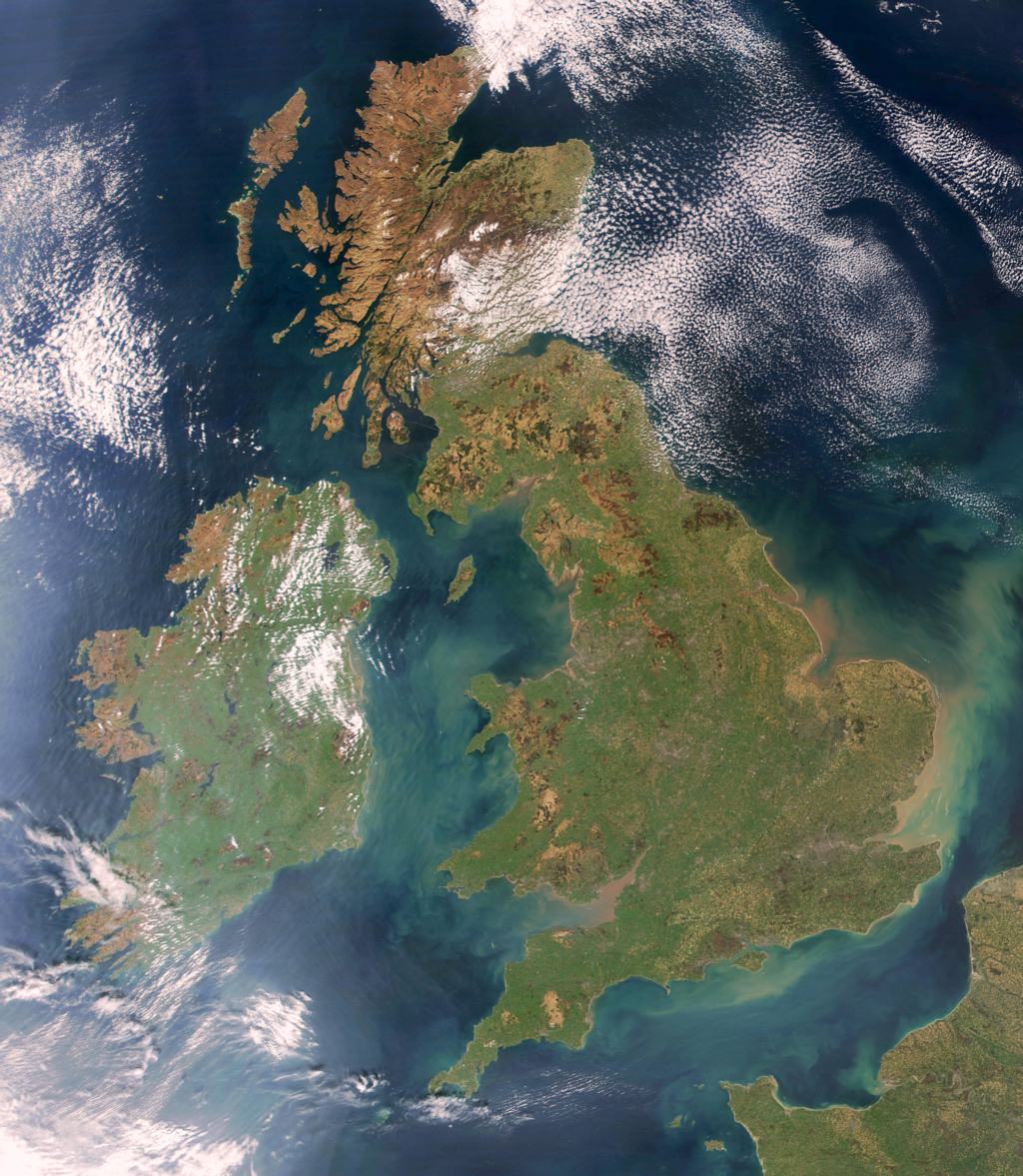
英国和爱尔兰的卫星照片。本来英国民族主义适用于英国。英国民族主义通常关注大不列颠和北爱尔兰的统一。

英国民族主义主张英国人自成一个民族，促进英国人的文化统一，在英国官方的定义中，大英帝国包括英格兰人、苏格兰人、威尔士人和北爱尔兰人后裔。英国民族主义与“英国联合主义”密切相关，其目的都是维护联合王国的政治联盟，或加强联合王国各国之间的联系。 

## 沿革

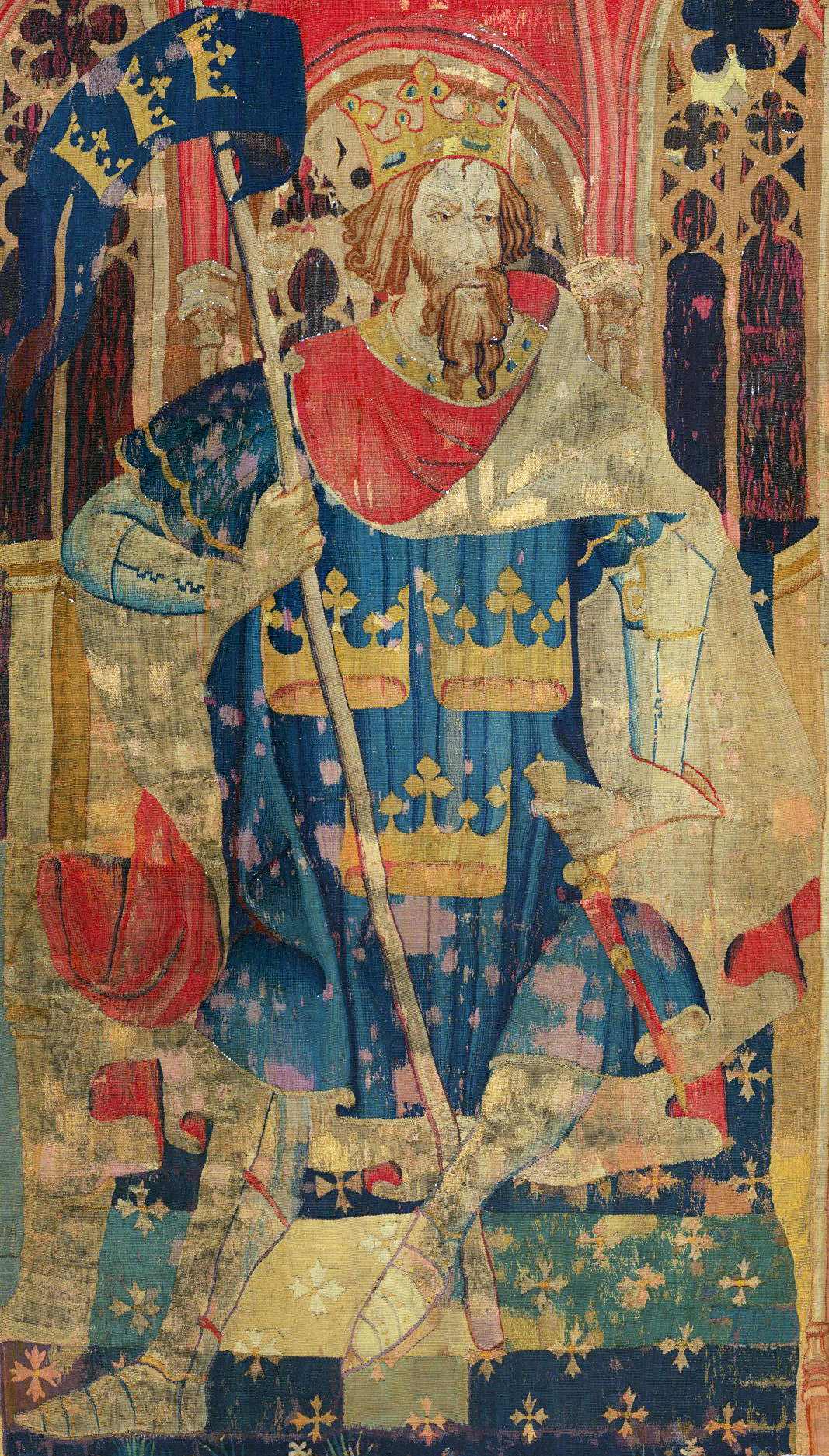
亚瑟王，中世纪英国国王，挂毯中被描绘为九贤之一，蒙茅斯的杰弗里在《不列颠王史》中描绘的亚瑟王传说奠定了英国民族主义的基础。

英国民族主义最早由居住在大不列颠岛上的古代英国人发展起来的。在随后的16世纪，英国逐渐成为世界霸主，这让英国人在对于外族来说总保持一种“高姿态”，如16世纪一段描述生活的话：
和法国的同等人相比，英格兰居民消费面包较少，消费肉食更多，而且喜欢‘在饮料中加很多糖’英格兰劳工比法国劳工穿得更好，吃得更好，住得更好，却工作得更轻松；……英格兰农人的工资更高，饮食更丰，因此更有力气和积极性完成自己的工作”。
这种语调的评论在当时乃至近现代都较为常见，部分学者认为英国民族主义在这段时间内定下来格调。
发展到现代英国民族主义被描述为为“英国政治中强大但矛盾的力量”。

## 变体
温和的英国民族主义是公民民族主义的一种，强调英国及其附属国和前殖民地人民的凝聚力和多样性。
与温和的公民民族主义相对的是本土主义，这种主义起源于英国对移民潮的恐惧；政治上英国国家党也多次举行类似的反移民活动。英国前首相戴维·卡梅伦，一直将英国民族主义作为一项进步事业来推广。 

## 政治影响
英国脱欧的主要推动力之一是英国国内以“英国民族主义”为首的各个民族主义，并且英国民族主义在脱欧后仍然在不断变革，成为和英国本土各个分裂民族主义冲突的最前沿，但作为脱欧“后遗症”英国国内分裂北爱尔兰以及苏格兰的势力也逐渐抬头，一些主持“保持英国团结”的英国民族主义政党在北爱尔兰败选，类似的“统一派”和“分裂派”之间的战斗也在英国政坛上演。